# Elbe (Niedersachsen)
Elbe  ist eine Gemeinde im Osten der Samtgemeinde Baddeckenstedt im Landkreis Wolfenbüttel in Niedersachsen (Deutschland).

## Geografie
Die Gemeinde Elbe befindet sich südwestlich von Salzgitter im Tal der Innerste. Beginnend im Nordosten grenzen im Uhrzeigersinn an Elbe: die kreisfreie Stadt Salzgitter und die Gemeinden Haverlah, Heere und Baddeckenstedt. Die drei Ortsteile der Gemeinde sind Groß Elbe, Klein Elbe und Gustedt.

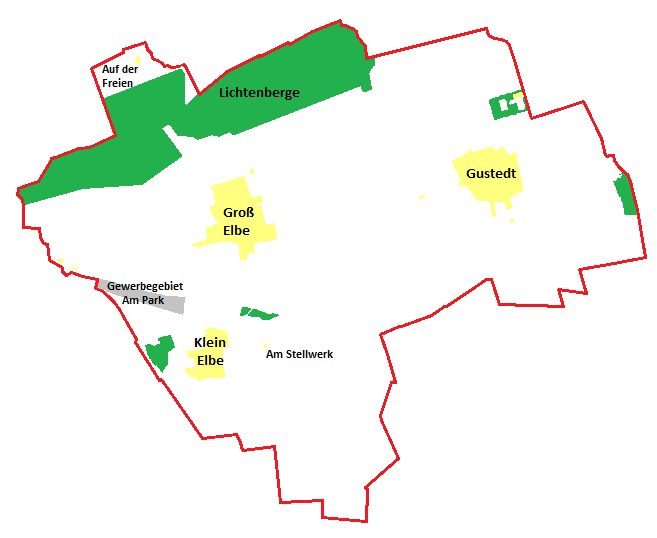
Lage der Ortsteile in der Gemeinde Elbe

## Geschichte
Erstmals wurde der Ortsteil Groß Elbe im Jahr 1132 in einer Urkunde des Bischofs Bernhard von Hildesheim für das Michaelskloster als Elvethe urkundlich erwähnt.
Im Quedlinburger Rezess von 1523 kam der Ort mit dem Großen Stift an das Fürstentum Braunschweig-Wolfenbüttel. 1643 wurde er an das Hochstift Hildesheim zurückgegeben und blieb dort bis zum Reichsdeputationshauptschluss 1803.
Am 1. März 1974 wurden die Gemeinden Groß Elbe, Gustedt und Klein Elbe zur neuen Gemeinde Elbe zusammengefügt.

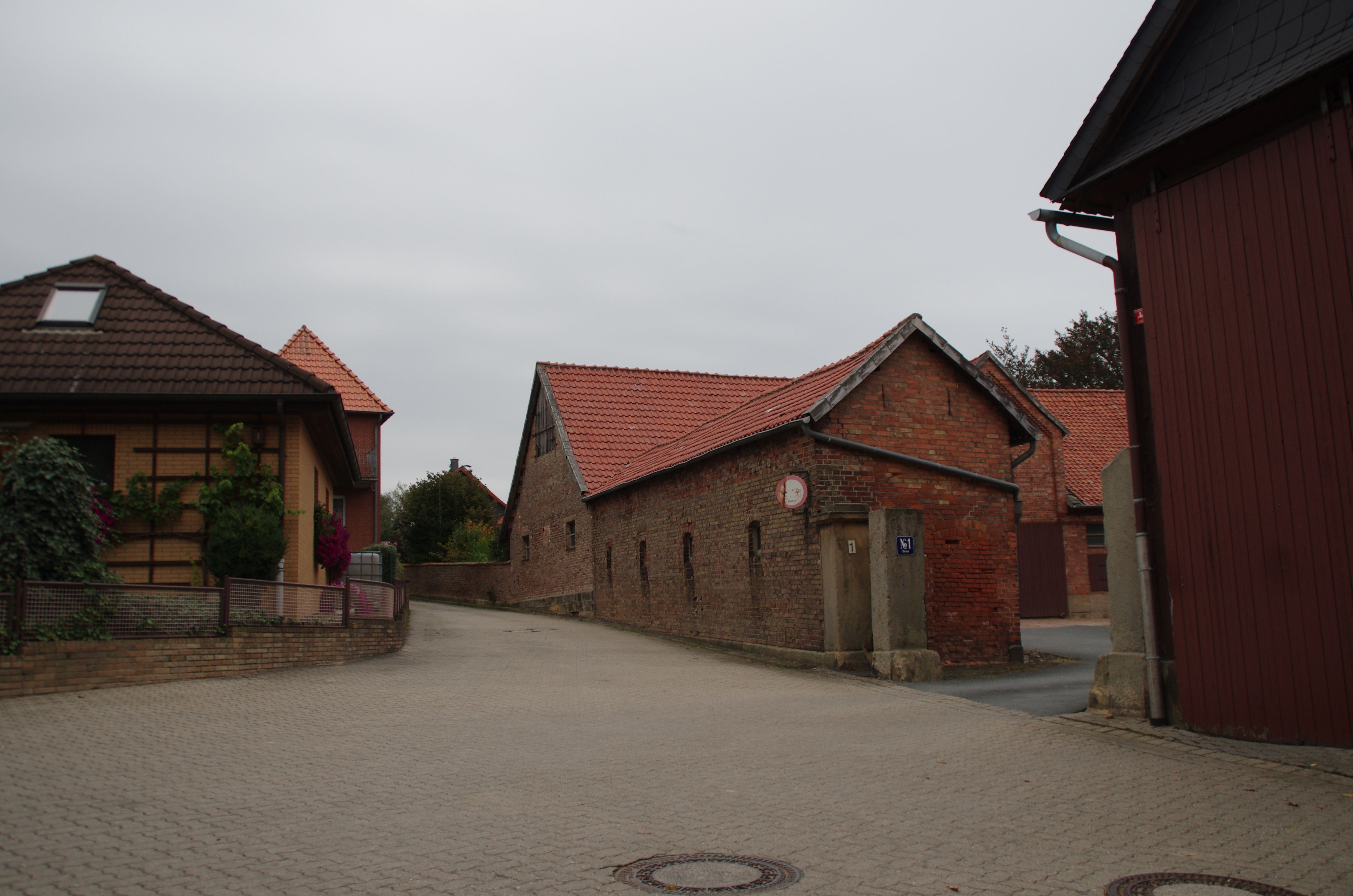
Breite Straße in Groß Elbe
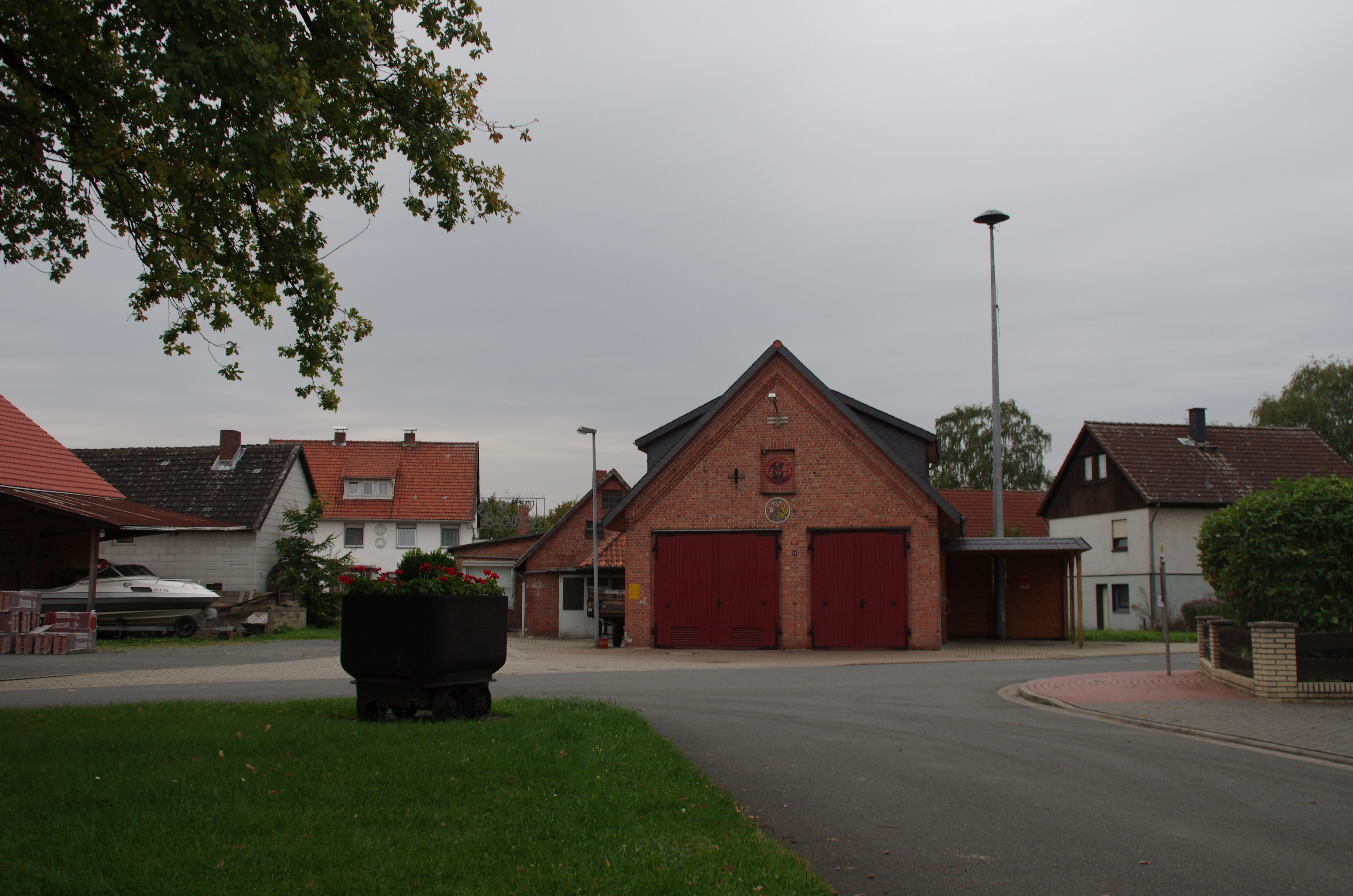
Ortsmitte von Gustedt
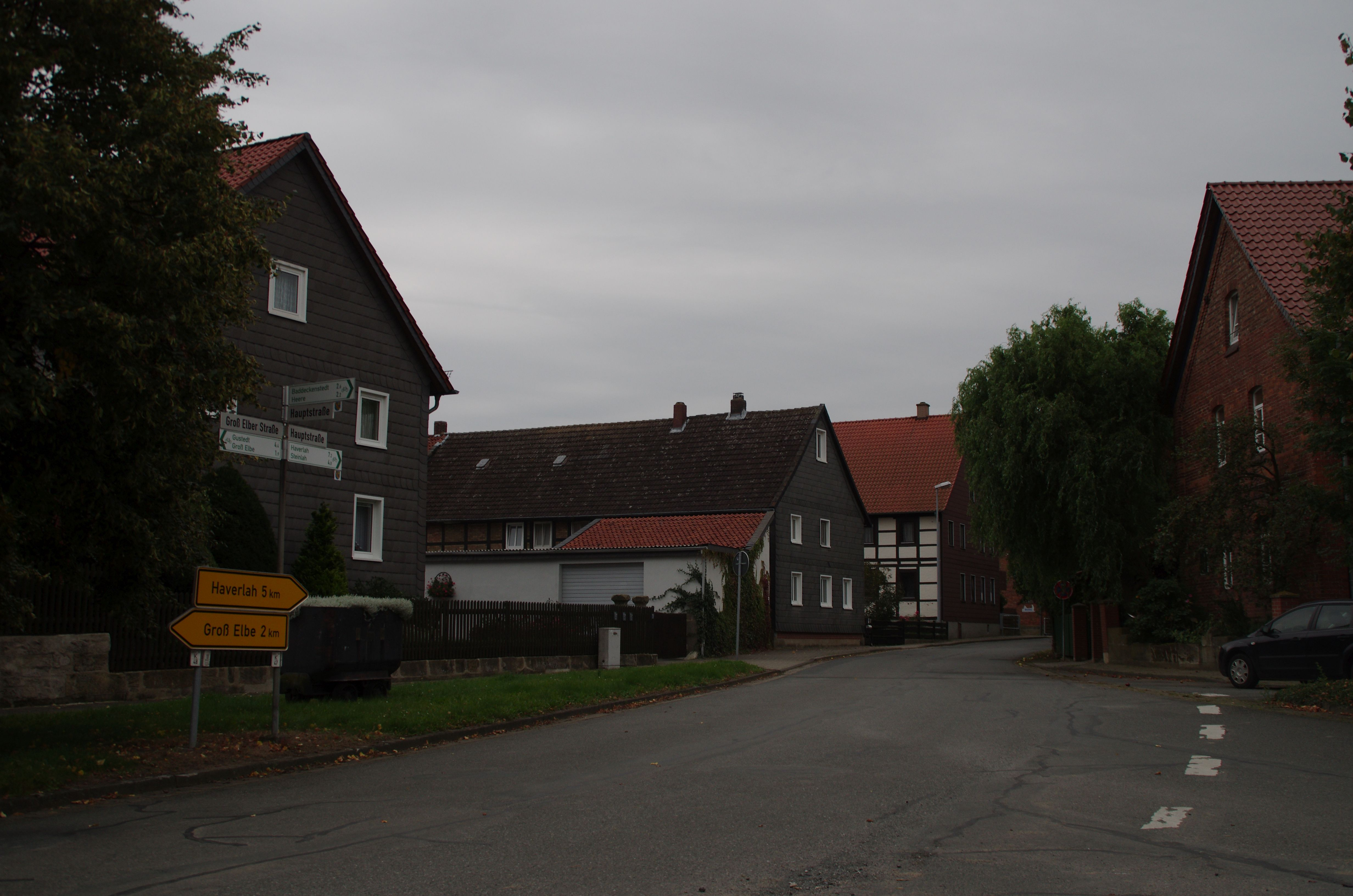
Hauptstraße in Klein Elbe

## Politik

### Gemeinderat
Der Rat der Gemeinde Elbe setzt sich aus elf Mitgliedern zusammen. Die Ratsmitglieder werden durch eine Kommunalwahl für jeweils fünf Jahre gewählt.
Bei der Kommunalwahl 2021 ergab sich folgende Sitzverteilung:
| Gemeinderat 2021Insgesamt 11 Sitze - SPD: 5 - Grüne: 2 - CDU: 4 |

### Bürgermeister
Der ehrenamtliche Bürgermeister Friedhelm Vree (SPD) trat das Amt am 27. November 2006 nach der Kommunalwahl an.

### Wappen und Dienstsiegel
Die Gemeinde Elbe führt Wappen und Dienstsiegel.
Wappenbeschreibung
Das Wappen der Gemeinde Elbe zeigt eine in grün über einem dreilätzigen silbernen (weißen) Turnierkragen angeordnete silberne (weiße) Märzenbecherblüte.
Dienstsiegel
Die Gemeinde führt ein Dienstsiegel mit der Umschrift „Gemeinde Elbe, Landkreis Wolfenbüttel“. Das Dienstsiegel enthält in der Mitte das Wappen.

## Kultur und Sehenswürdigkeiten
- Ihr heutiges Aussehen erhielt die Kirche St. Martin[6] des Ortsteils Groß Elbe im Jahre 1698.
- Die Christuskirche Gustedt ist bereits 1326 urkundlich nachgewiesen und wurde durch einen teilweisen Neubau im Jahr 1420 erweitert sowie 1978 umfangreich renoviert.
- Das Kirchenschiff der Klein Elber Sankt-Nikolaus-Kirche wurde 1768 erneuert; der Turm ist sehr viel älter. In den beiden schmalen Fenstern des Chores befinden sich kleine Glasmalereien. Eine der Scheiben stellt die Kreuzigung dar, darunter steht „Hans Gremmel“, die andere bildet das jüngste Gericht ab und zeigt die Schrift „Her Henni Borchtorff Pastor 1583“.[7]

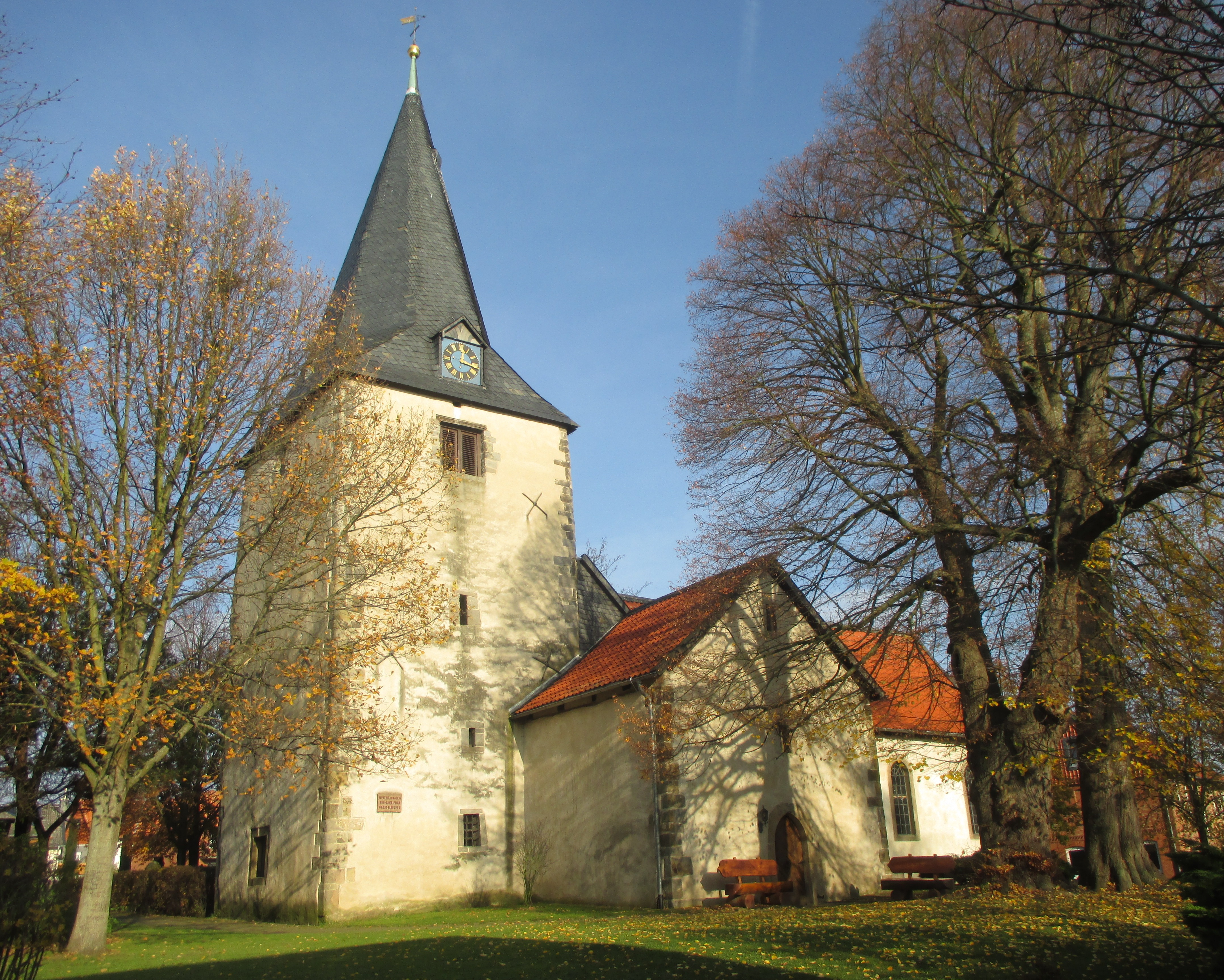
Martinskirche in Groß Elbe
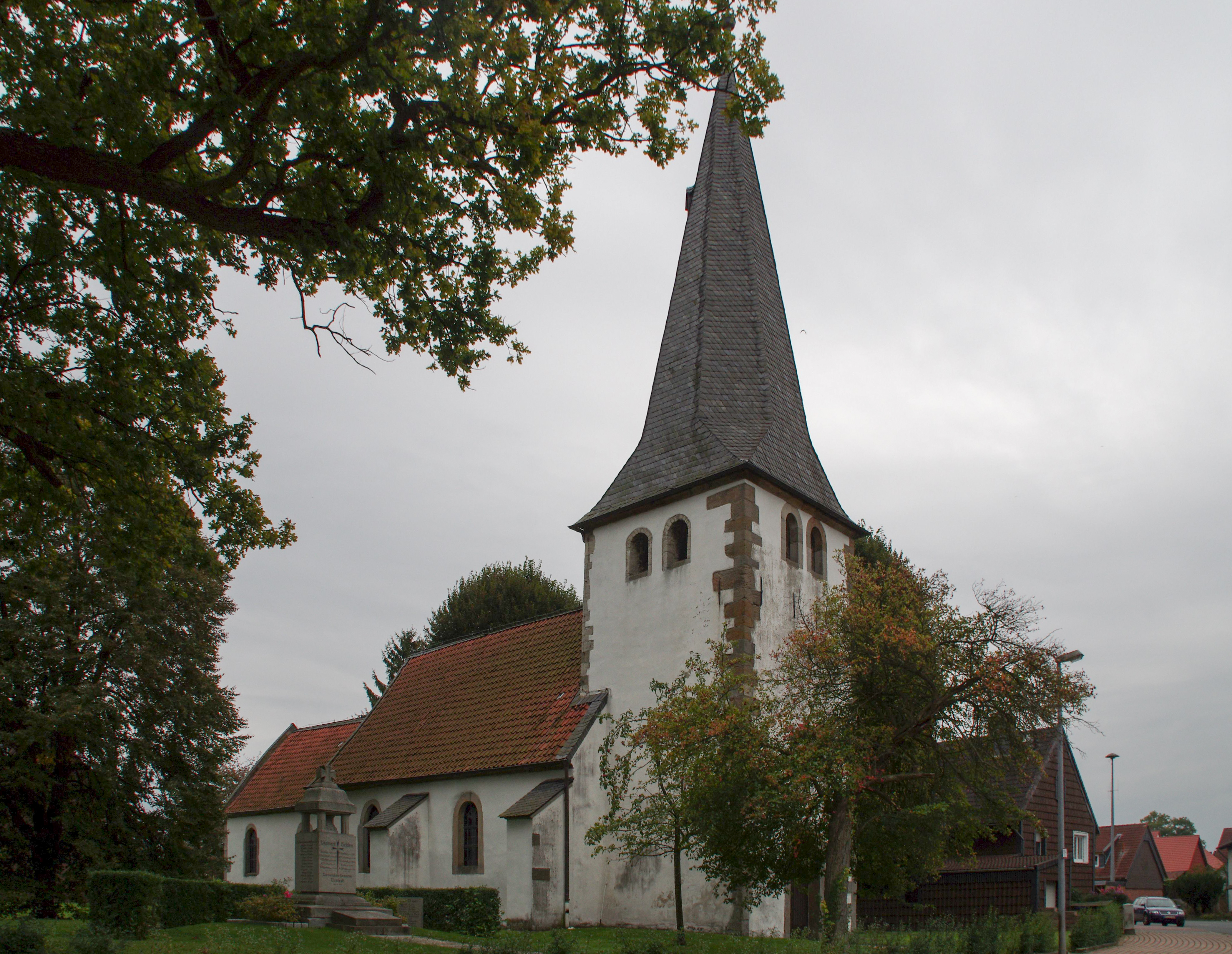
Kirche in Gustedt
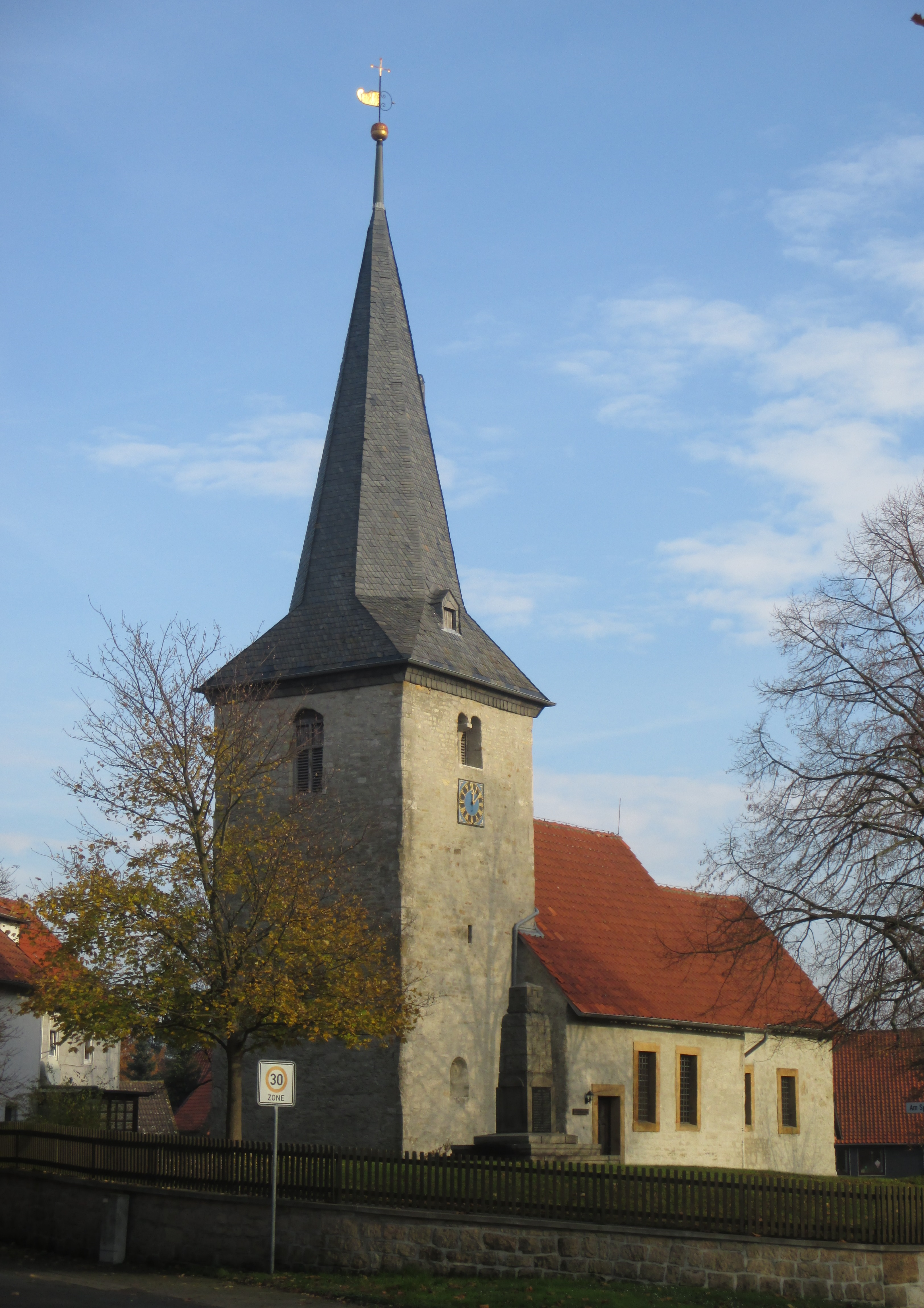
Kirche in Klein Elbe

## Wirtschaft und Infrastruktur
Die wirtschaftliche und soziale Struktur der Dörfer in der Gemeinde Elbe ist stark ländlich geprägt. Sie dienten als Wohngemeinden für die in Salzgitter tätigen Arbeitskräfte in der Industrie und Wirtschaft.

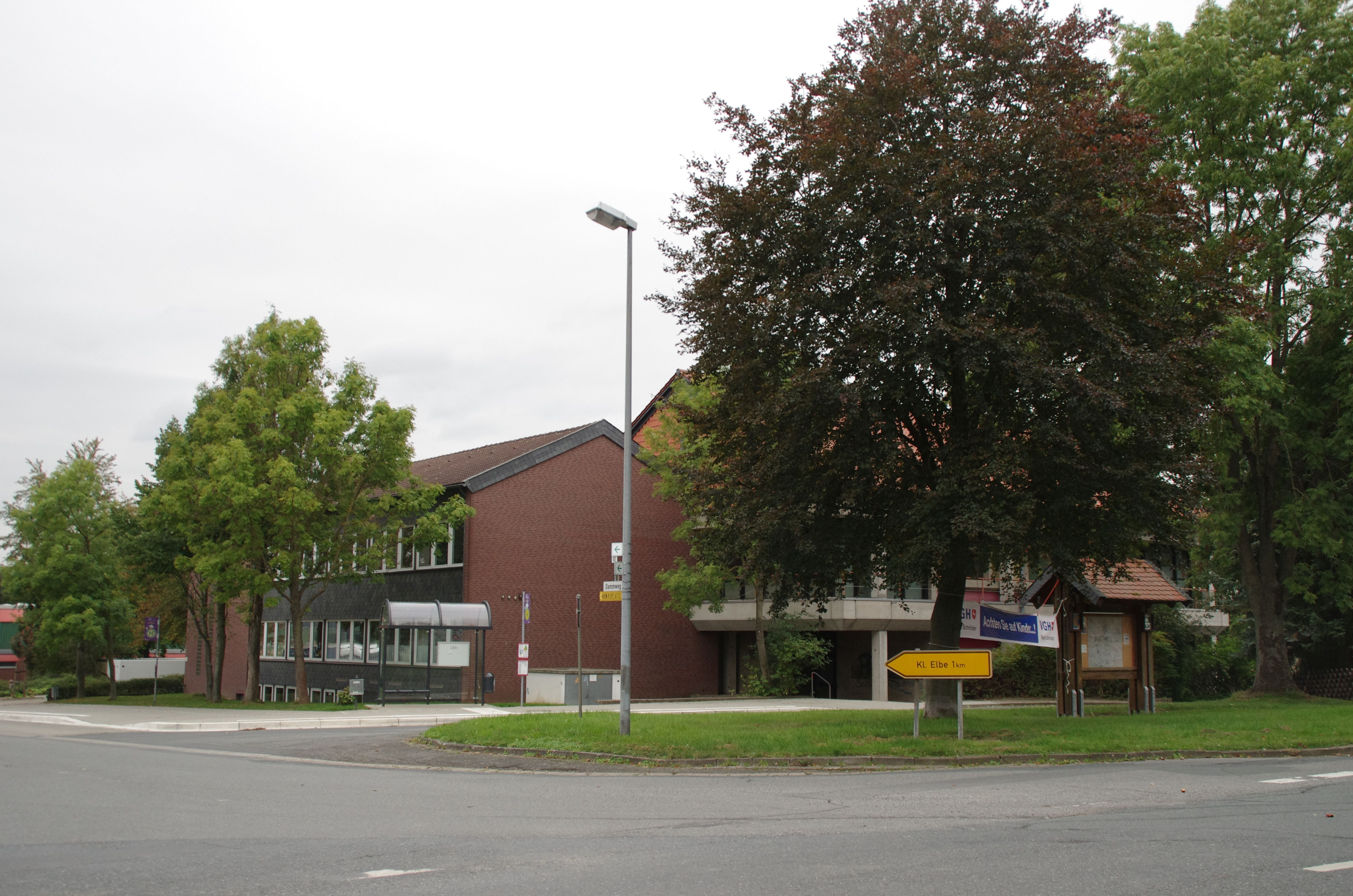
Grundschule Elbe

### Bildung
Die Grundschule Elbe befindet sich in Groß Elbe und ist eine Verlässliche Grundschule, in der etwa zweihundert Schülerinnen und Schüler in zehn Klassen unterrichtet werden.

### Verkehr
Die Bundesstraße 6 führt durch das Gemeindegebiet und bietet eine sehr gute Verbindung u. a. zu den Städten Hildesheim, Salzgitter und Goslar.
Am nördlichen Ortsrand von Klein Elbe verläuft die Bahnstrecke Hildesheim-Goslar. Der nächste Bahnhof ist in Baddeckenstedt.